# چارلز ریچمن (بازیگر)
چارلز ریچمن (انگلیسی: Charles Richman؛ ۱۲ ژانویهٔ ۱۸۶۵ – ۱ دسامبر ۱۹۴۰) هنرپیشه سینما و تئاتر اهل کشور ایالات متحده آمریکا بود. وی بین سال‌های ۱۹۱۴ تا ۱۹۳۹ میلادی در ۶۶ فیلم بازی کرد.
از فیلم‌هایی که وی در آن نقش داشته است می‌توان به بکی شارپ، زندگی امیل زولا، پیروزی سیاه، پس از ساعت اداری و ماجراهای تام سایر اشاره کرد.